# Baie-Orientale
Baie-Orientale – miejscowość na terytorium zależnym Francji – Saint-Martin. Według danych szacunkowych na dzień 1 stycznia 2012 roku liczyło 2 284 mieszkańców.